# Courlis à bec grêle
Numenius tenuirostris
Espèce
Statut de conservation UICN

EX : Éteint
Statut CITES
Le Courlis à bec grêle (Numenius tenuirostris) est une espèce d'oiseaux limicoles disparue depuis 1996 qui vivait l'été en Sibérie et hivernait au sud et à l'est du pourtour méditerranéen. En raison de sa rareté, les connaissances sur ce scolopacidé sont très faibles ; ses mœurs et son milieu de vie exact nous sont inconnus. Cet oiseau éteint à la fin du XXe siècle est l'emblème de l'Union pour la protection des oiseaux de Russie.

## Identification
L'espèce mesure 36-41 cm, ce qui lui donne une taille proche de celle du Courlis corlieu. Il se distingue de ce dernier et du Courlis cendré (plus grand) par son bec très fin, ses taches noires presque rondes (en forme de gouttes) sur la poitrine et les flancs et son croupion et sa queue plus clairs. Il est à noter que le juvénile n'a pas (ou très peu) de taches en forme de gouttes sur les flancs. 
Le cri de contact de cet oiseau est un "kou-lii" qui ressemble au cri du Courlis cendré en étant plus doux, plus aigu et plus rapide (parfois devenant un trille). En vol, il émet le cri d'alarme "kou-i".

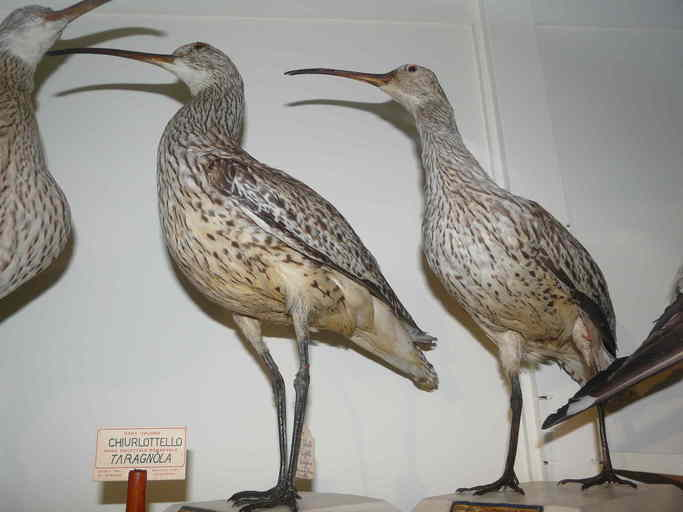
Courlis à bec grêle naturalisés au Muséum d’histoire naturelle de Vérone
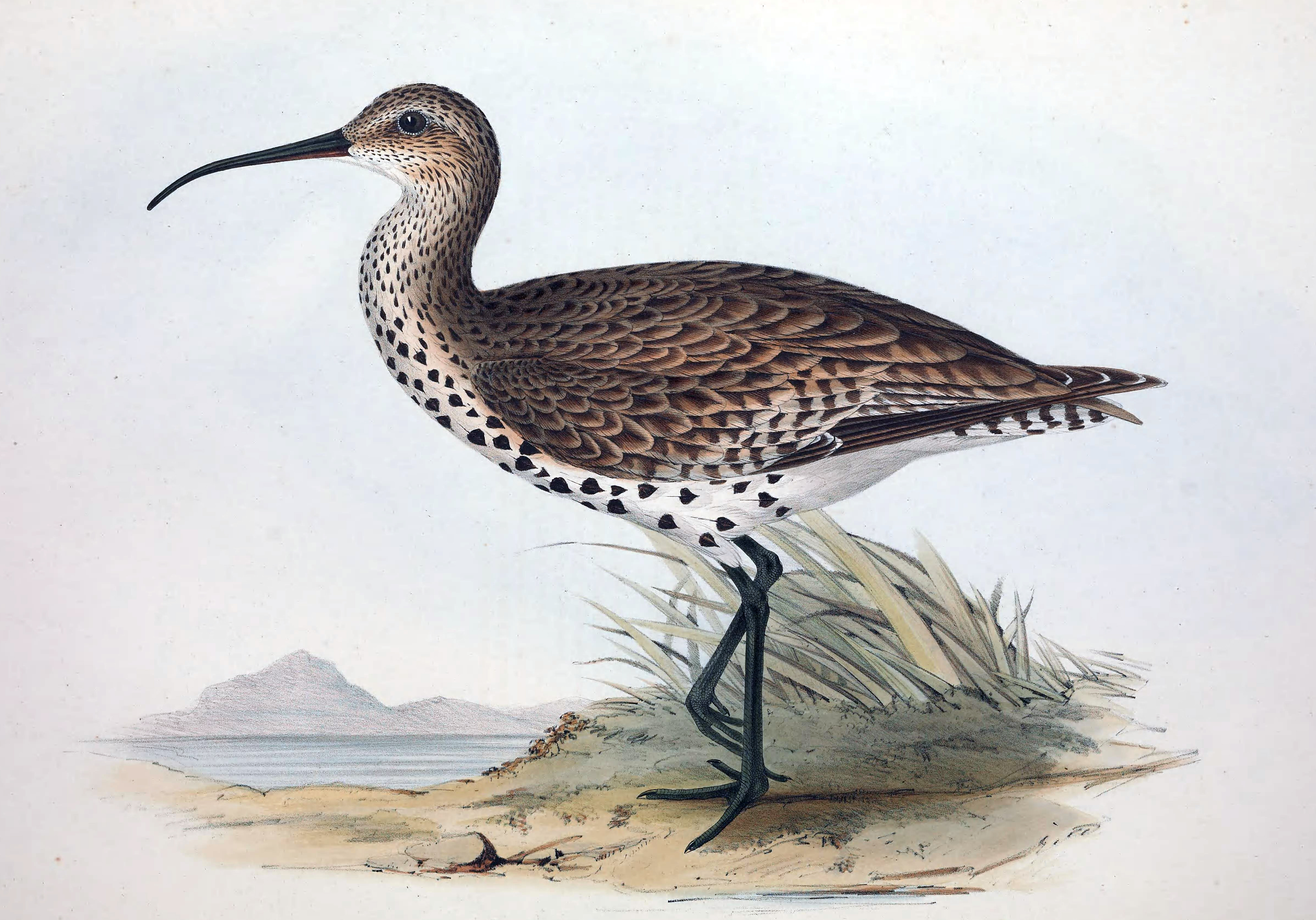
Illustration (vers 1830)
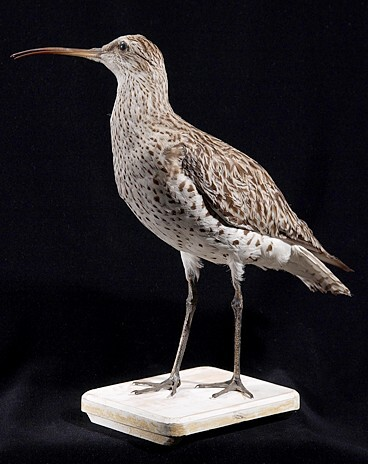
Spécimen naturalisé au Centre de biodiversité Naturalis
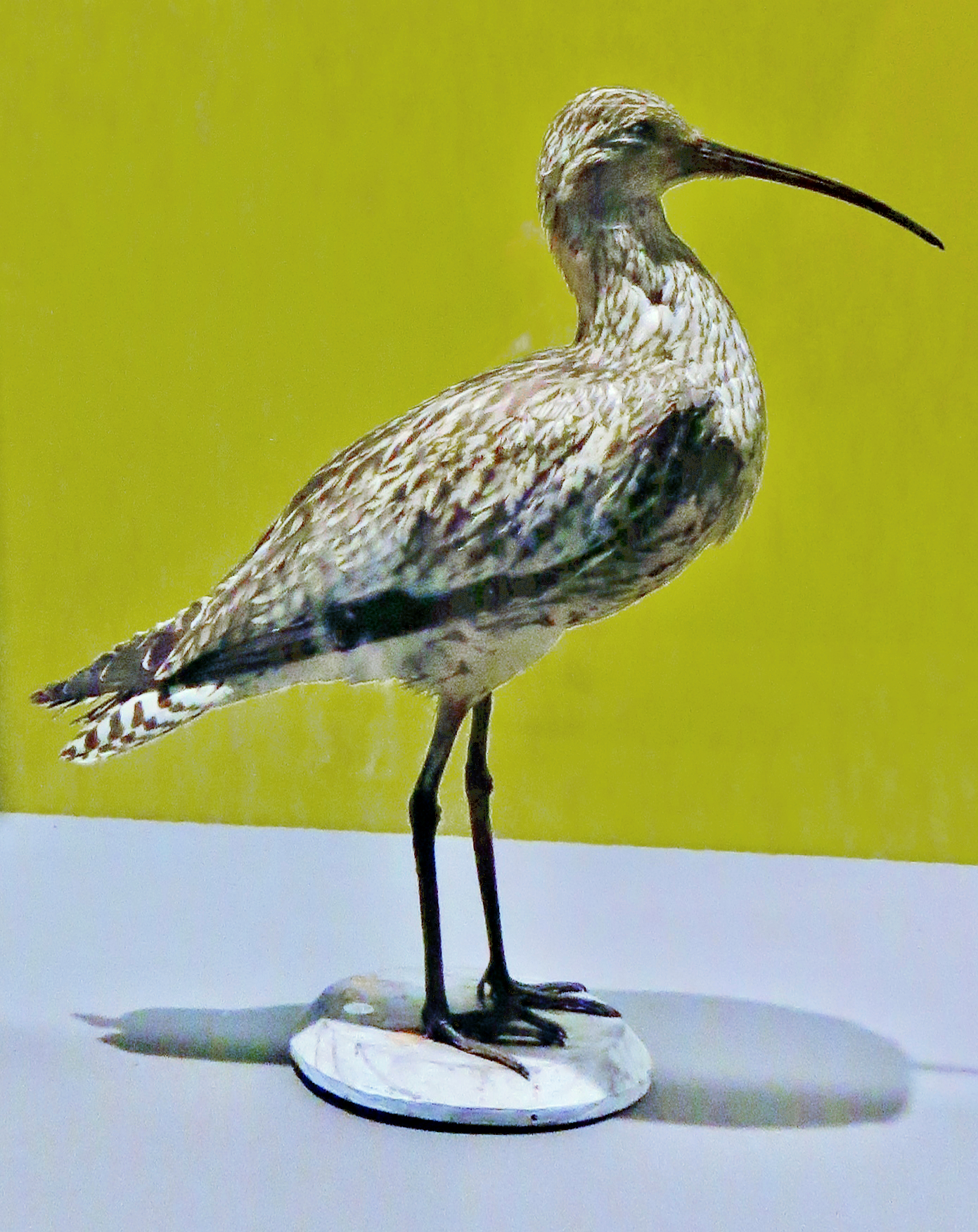
Spécimen exposé au Museo delle Scienze (Trente)
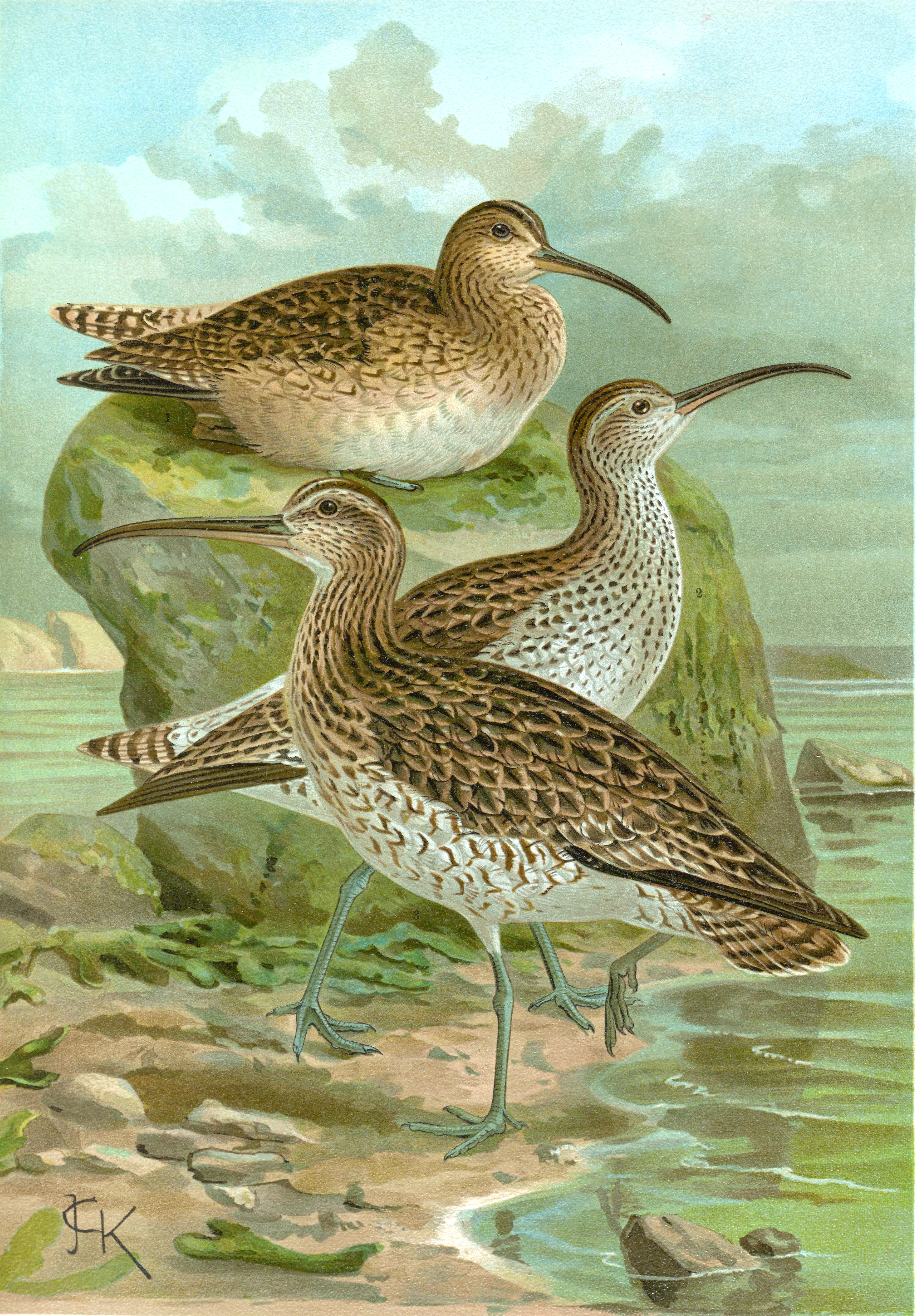
Courlis à bec grêle entre deux Courlis corlieu (J.G. Keulemans, 1902)

## Distribution

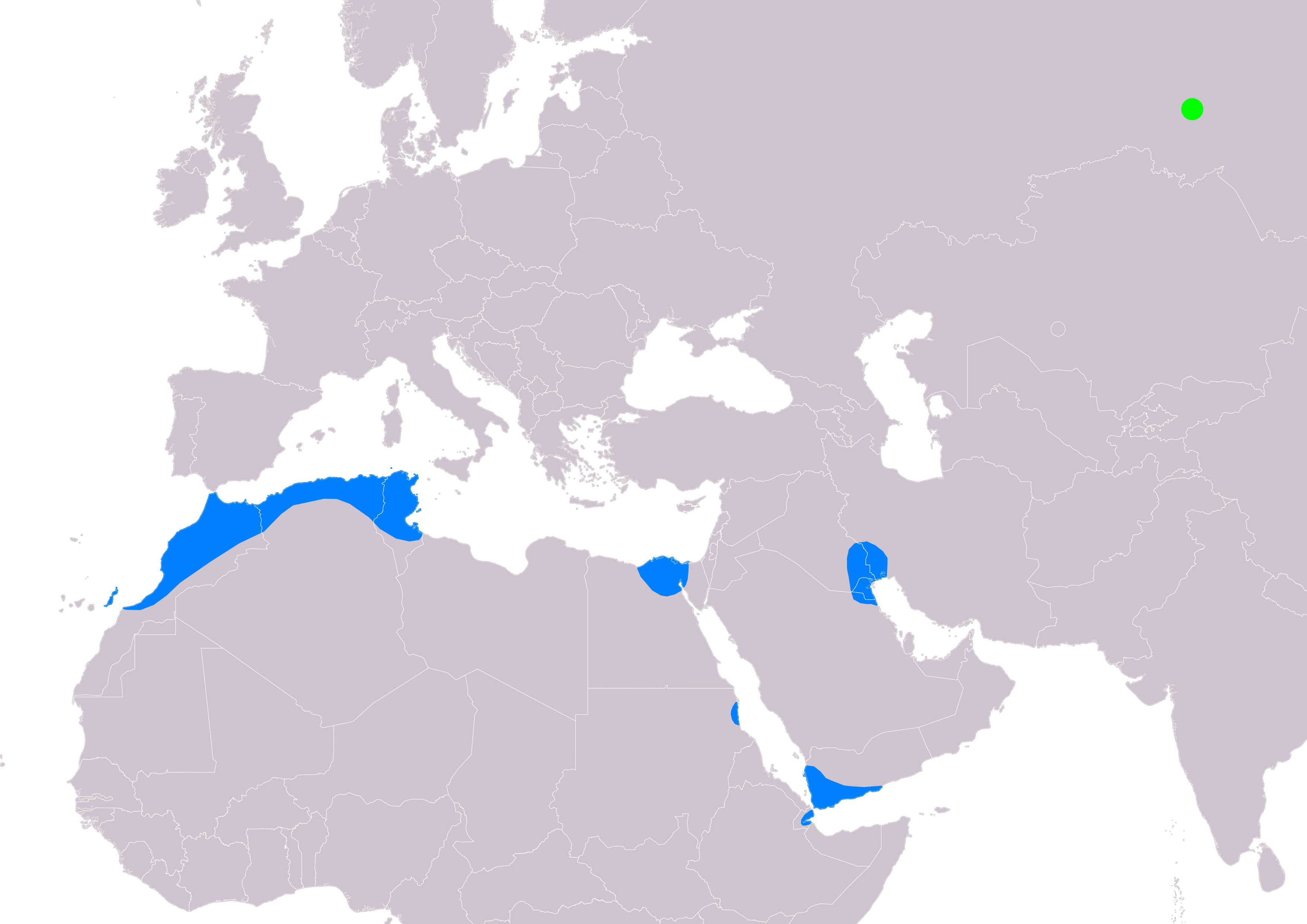
Ancienne aire de distribution : vert clair (nidification en Sibérie) ; bleu (hivernage) ; rouge (zone d'extinction initiale)

Cet oiseau nichait en Sibérie occidentale et hivernait notamment au Maroc, dans la lagune de Merja Zerga. Des données hivernales existent également dans de nombreux pays méditerranéens. Des données incertaines récentes en Mésopotamie et dans le Golfe Persique suggéraient l'existence de sites d'hivernage inconnus mais les recherches entreprises n'ont pas abouti. En migration, l'espèce fréquentait l'Europe de l'Est, de l'Italie à la Grèce, et était même régulière dans le midi de la France au XIXe siècle. Il migrait vers la Méditerranée en faisant halte pour s'alimenter sur les sites lagunaires des limans des bouches du Danube, du lac Vistonide dans le parc national de Macédoine-Orientale-et-Thrace en Grèce du Nord et de la saline d'Ulcinj au Monténégro,.
La chute rapide de sa démographie au XXe siècle est due à la disparition de son biotope, les zones humides, par leur drainage pour l'agriculture intensive.
Les premières alertes sur le possible déclin de l'espèce sont émises dès 1912.
Rarement photographié, un cliché de cet oiseau a été pris en France en février 1968 dans la réserve naturelle nationale de la baie de l'Aiguillon en Vendée par Michel Brosselin, secrétaire général de la LPO et photographe animalier, en observation sur le site. À marée haute, les populations de limicoles rejoignaient la pointe d’Arçay, où la chasse est interdite.
En 1988, l'espèce apparaît sur la liste rouge de l’Union internationale pour la conservation de la nature (UICN). 
La dernière observation du courlis à bec grêle remonte à 1995 au Maroc,. 
Un plan d’action est établi en 1996, mais sans succès. Entre 2009 et 2011, une opération de la dernière chance est menée par la RSPB et Birdlife International. Plus de 700 sites dans une trentaine de pays sont quadrillés à la recherche du courlis à bec grêle. Du Maroc au Kazakhstan, de la Serbie à l’Arabie saoudite, des bénévoles arpentent des marais salants, des lagunes, des estuaires, des deltas, mais en vain.
Une étude publiée en novembre 2024 dans la revue ornithologique Ibis, estime à 96 % le risque que Numenius tenuirostris ait été effacé du globe depuis 1996. Ses conclusions se fondent sur l'application de la méthodologie de l’UICN sur l’ensemble des données existantes concernant le courlis à bec grêle. 
À la lumière des données de cette étude, l'UICN doit faire confirmer son statut d'espèce disparue par un panel d’experts et le réévaluer de la catégorie « en danger critique d’extinction » à « éteint »,. 
Dans l'écozone paléarctique occidentale, il s'agit de la première espèce d'oiseau à connaître ce statut.

## Comportement, nidification
Pratiquement rien n'est connu de cet oiseau. Son nid ne fut observé qu'à de rares reprises, en Sibérie occidentale, sur les rives du fleuve Irtych où il nichait en petites colonies, pondant ses œufs en mai. En hiver, l'espèce migrait vers la Méditerranée où elle était grégaire.

## Habitat
Les seuls nids qui furent trouvés étaient situés dans une zone de transition, au nord de la steppe eurasienne et au sud de la taïga. En migration et en hivernage, l'espèce fréquentait les milieux humides.

## Systématique
Le nom valide complet (avec auteur) de ce taxon est Numenius tenuirostris Vieillot, 1817.
Ce taxon porte en français le nom normalisé de « Courlis à bec grêle »,,,.